# Картофельные крокеты

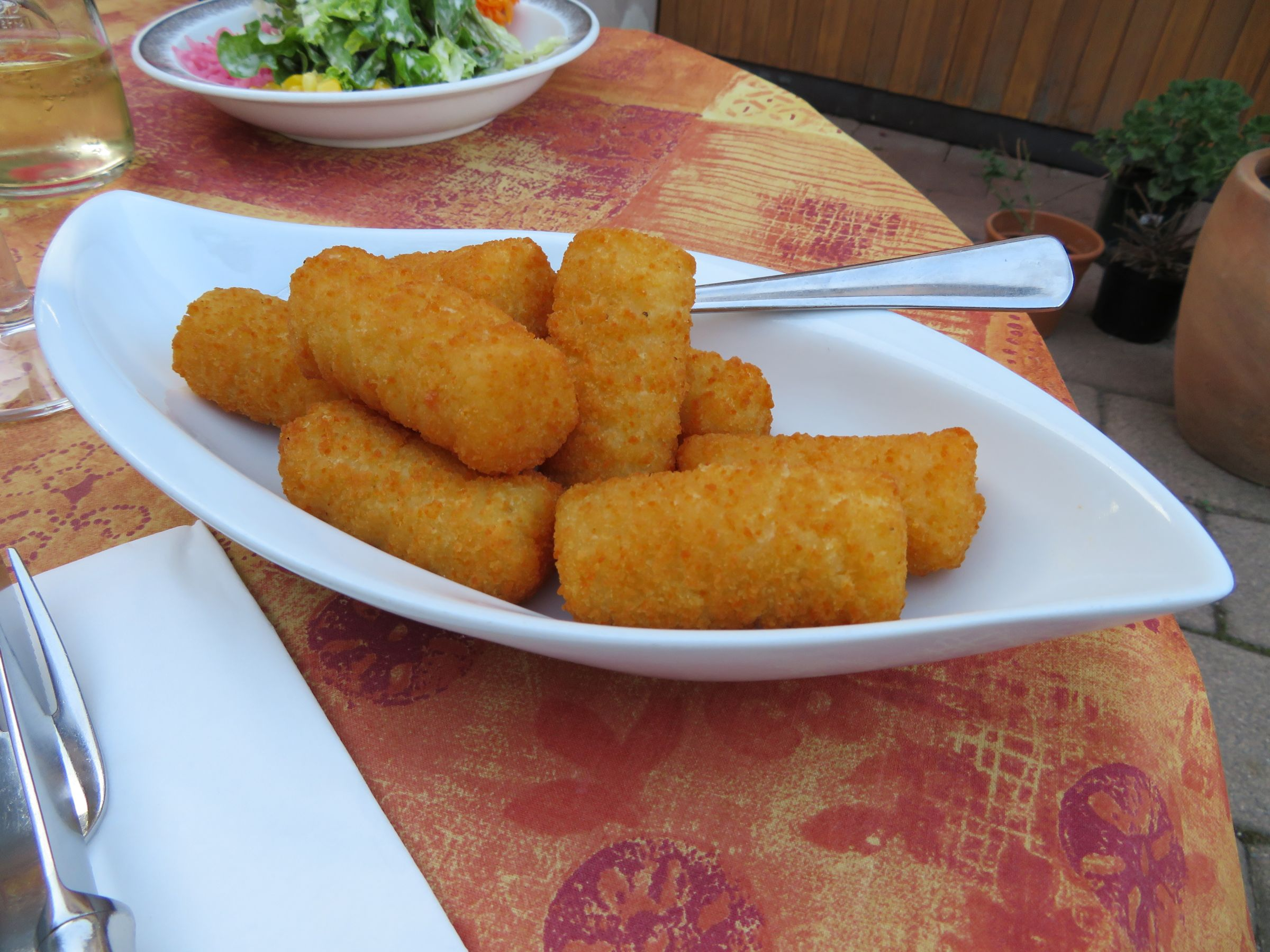
Картофельные крокеты

Картофельные крокеты — второе картофельное блюдо и гарнир. Представляют собой панированные в муке и белой тёртой булке и жаренные в жире крокеты в форме шариков, груш или цилиндров из массы на основе картофельного пюре с добавлением пшеничной муки. Картофельную массу приправляют мускатным орехом. Из картофельного пюре также готовят картофельные котлеты и картофельные зразы.
По рецепту картофельных крокет с грибами в картофельную массу добавляют мелко нарезанные обжаренные с репчатым луком белые грибы или шампиньоны. Картофельные крокеты в качестве самостоятельного блюда сервируют на тарелке или мельхиоровой сковороде, украшают листиками салата или зеленью петрушки. К ним подают отдельно соусы: красный с луком и корнишонами, томатный или грибной.